# Donacoscaptes chabilalis
Donacoscaptes chabilalis là một loài bướm đêm trong họ Crambidae.